# Thomas Richardson
Thomas Richardson, född 16 januari 1887 i York, död 7 januari 1971 Westminster, var en brittisk vinteridrottare som var aktiv inom konståkning under 1920-talet. Han medverkade vid Chamonix 1924 i par och kom på åttonde plats. Hans medtävlande i par var Mildred Richardson.

### Webbkällor
- http://www.sports-reference.com/olympics/athletes/ri/tyke-richardson-1.html